# 波熱加-斯拉沃尼亞縣
波熱加-斯拉沃尼亞縣（Požeško-slavonska županija），是克羅地亞的一個縣，位於該國斯拉沃尼亞中部。面積1,823平方公里，人口85,831（2001年）。首府波熱加。
下分四市、六鎮。縣議會有41席。